# Giovanni von Castelmur

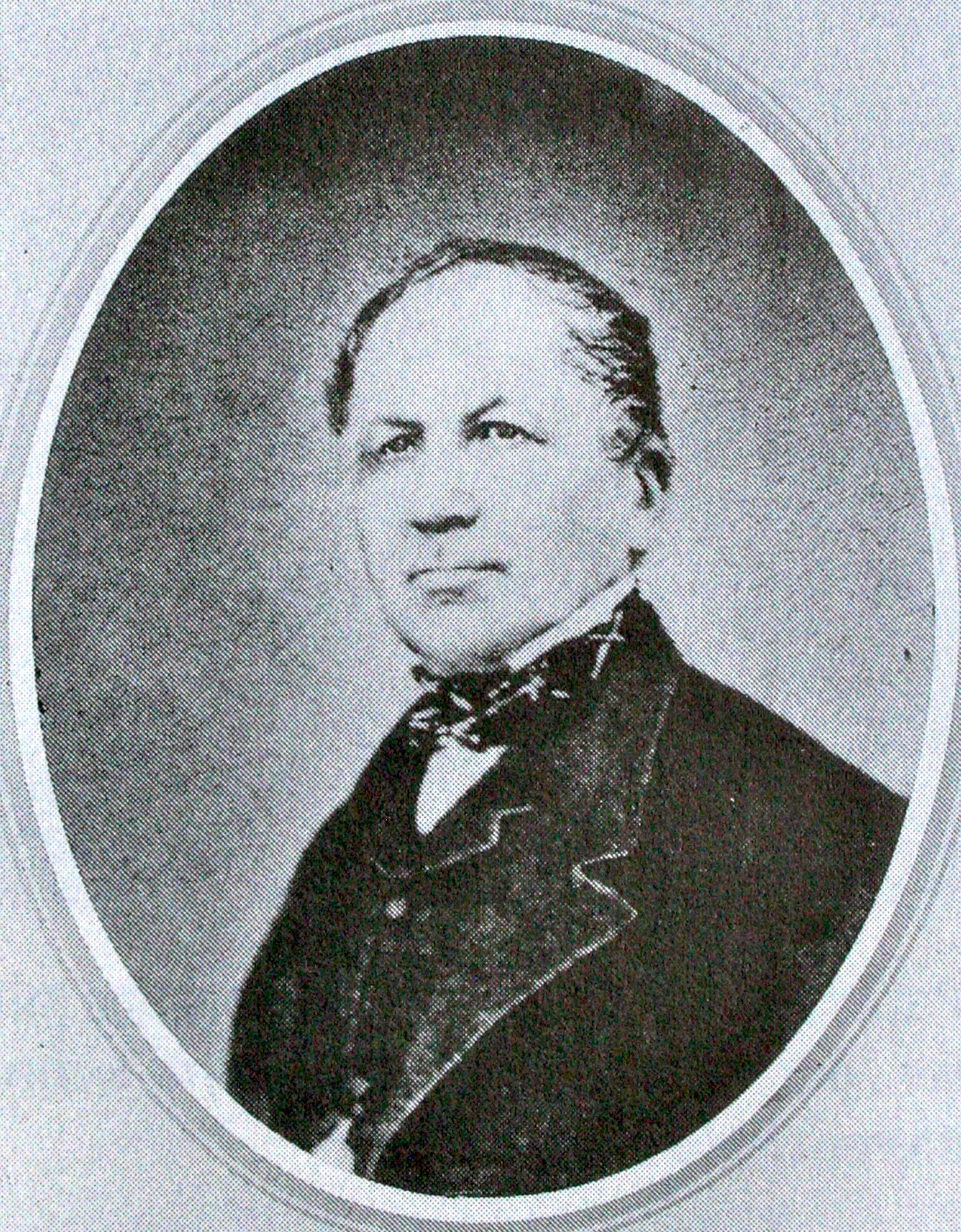
Giovanni de Castelmur

Giovanni von Castelmur (* 8. Januar 1800 in Stampa, Kanton Rätien, Helvetische Republik; † 24. Juni 1871 in Nizza) war ein Baron aus dem Bergell, Philanthrop, Autor und Übersetzer.

## Biographie

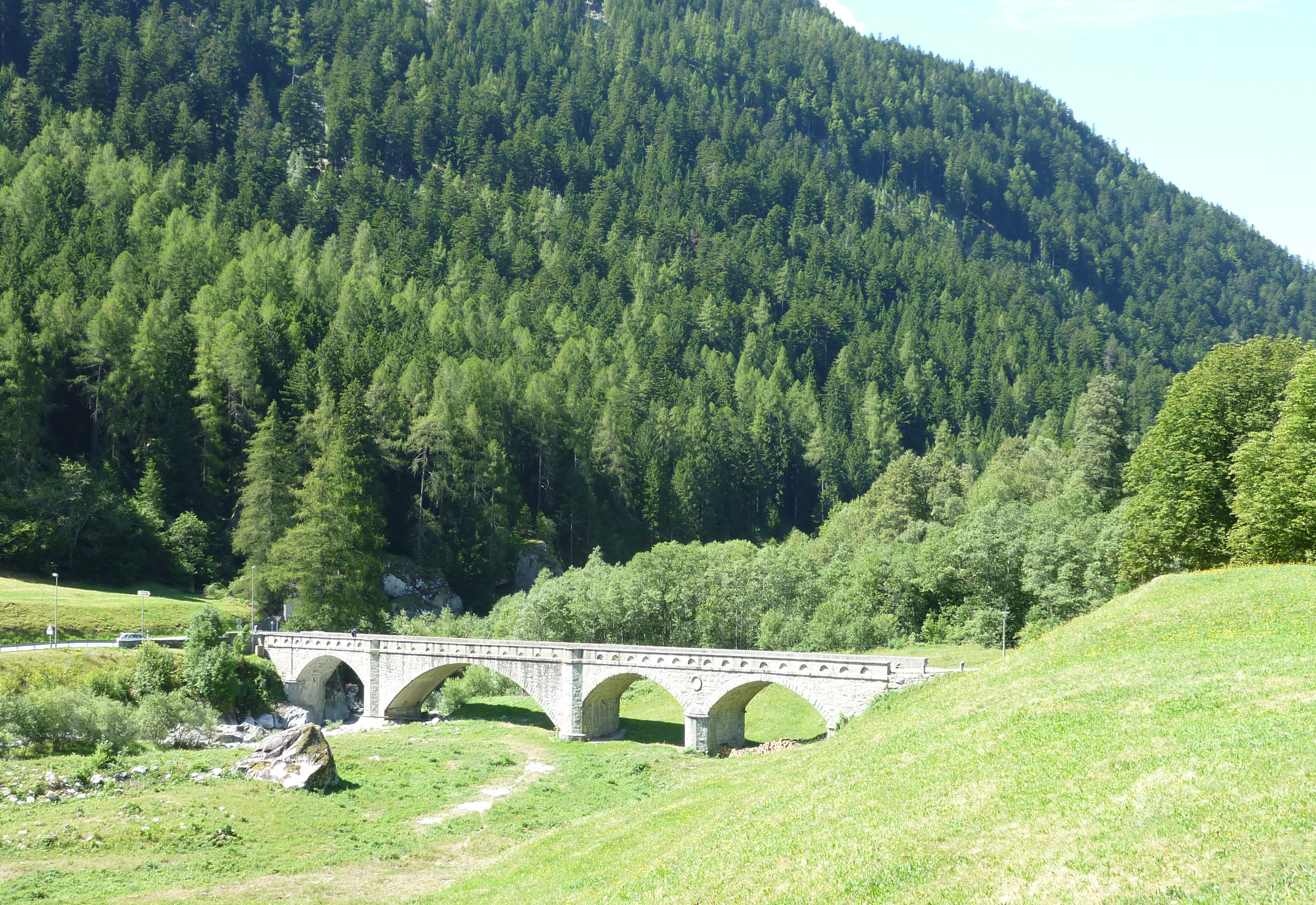
Ponte della Baronessa zum Palazzo Castelmur

Giovanni von Castelmur entstammte einem alten Bergeller Geschlecht. Sein Vater Antonio (1771–1834) hatte sich als Zuckerbäcker in Marseille niedergelassen, wo er eine Konditorei betrieb, seine Mutter Maria (1771–1801) stammte aus Stampa. Nach der Schulausbildung in Marseille studierte er Politik- und Rechtswissenschaft und führte die Konditorei in Nizza. Als wohlhabender Mann kehrte Castelmur ins Bergell zurück, wo er 1840 seine Cousine Anna Castelmur (1813–1892) aus Vicosoprano heiratete, die Tochter des Podestà von Stampa. Die Ehe blieb kinderlos.
1830 publizierte er politische Überlegungen («Alcune riflessioni politiche»), später übersetzte er Heinrich Zschokkes «Geschichte des Freistaates der Drei Bünde» ins Italienische. 1839 erwarb er den Hügel mit der Burg Castelmur und der Kirche Nossa Donna, die er aufwändig restaurierte und erweiterte. 1840 liess er in Coltura bei Stampa das 1723 erbaute Patrizierhaus der Familie Redolfi zum Palazzo Castelmur umbauen. 1844 wurde er zum Podestà des Tales gewählt. Mit seinem Vermögen förderte er die Schulen im Tal, beteiligte sich an der Finanzierung der ersten Telegraphenstation, liess Strassen ausbessern und finanzierte den Druck eines neuen Kirchengesangbuchs.
In Anerkennung seiner Veröffentlichungen wurde er um 1860 zum Freiherrn ernannt. Nach anderen Quellen ist die Herkunft seines Titels unklar. Nach seinem Tod in Nizza wurde er in der Kirche Nossa Donna in Castelmur beigesetzt. Seine Hinterlassenschaft ging an Bortol Lodovico Antoni de Castelmur, den Sohn seines Cousins und Bruders seiner Frau Bartolomeo Castelmur (1809–1843).

## Tod
Seine Frau Anna überlebte ihn um 20 Jahre. Sie setzte das Werk ihres Gemahls fort. Durch ein Legat ermöglichte sie Bergeller Lehrern, ihre Italienischkenntnisse zu verbessern. 1873 errichtete sie die Stiftung Castelmur mit dem Ziel, das Areal zu pflegen und erhalten. 1890 ermöglichte sie durch grosszügige Spenden den Bau eines Spitals. Nach ihrem Tod wurden durch ihre Mittel der Bau einer Brücke von Stampa nach Coltura finanziert, der «Ponte della Baronessa»

## Grabdenkmäler

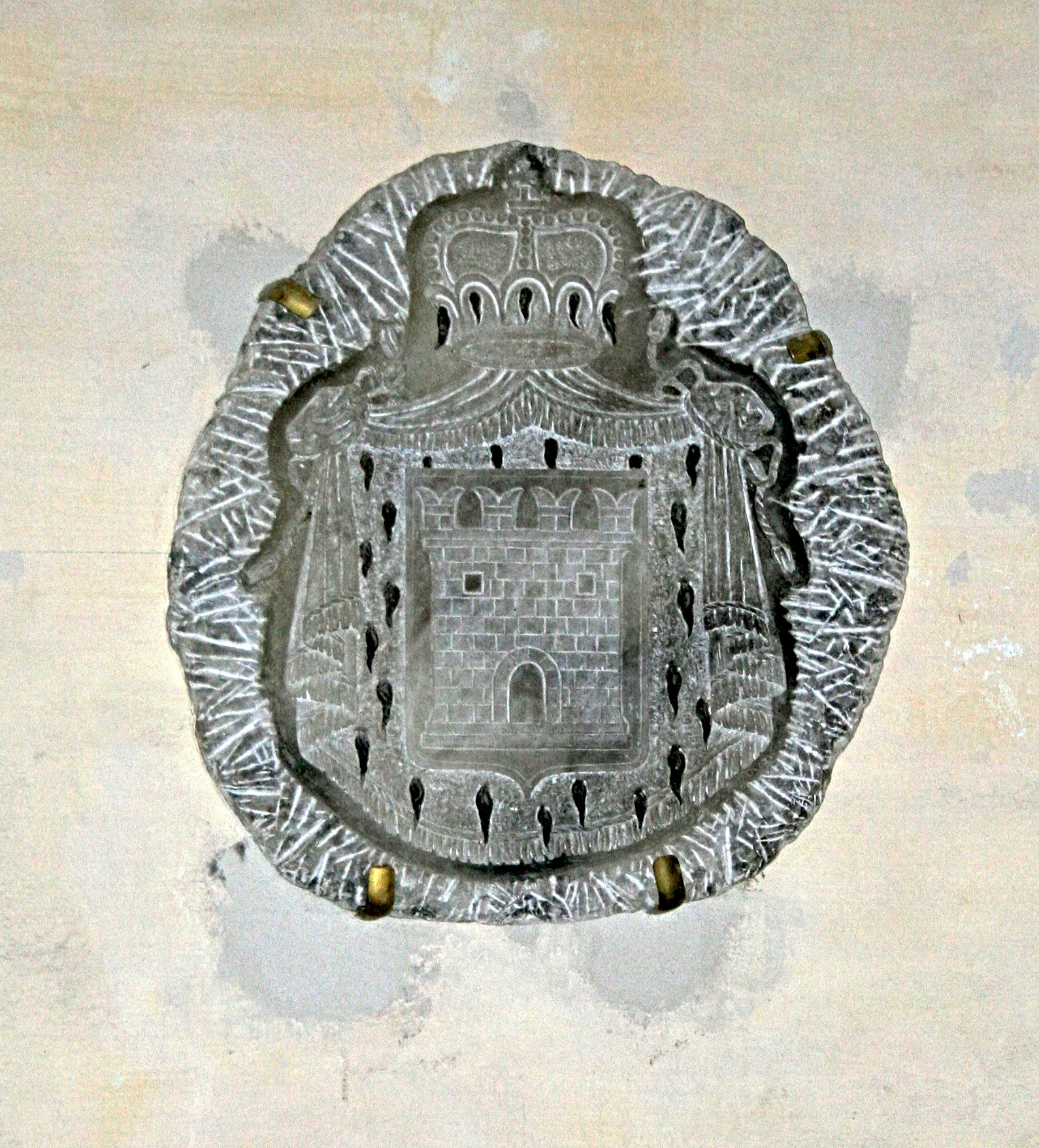
Wappen Castelmur
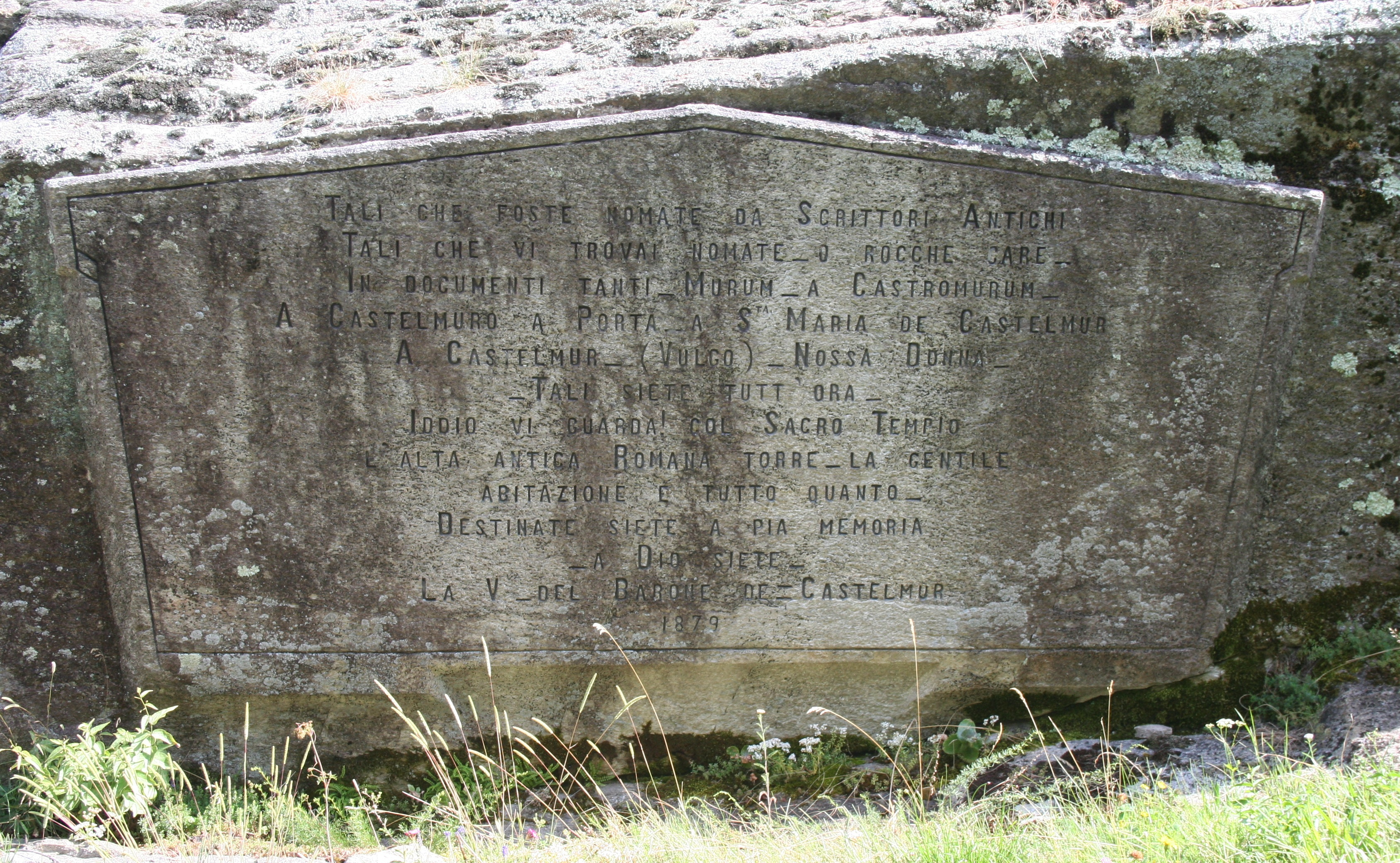
Gedenkstein von Anna Castelmur an ihren Gatten bei der Kirche
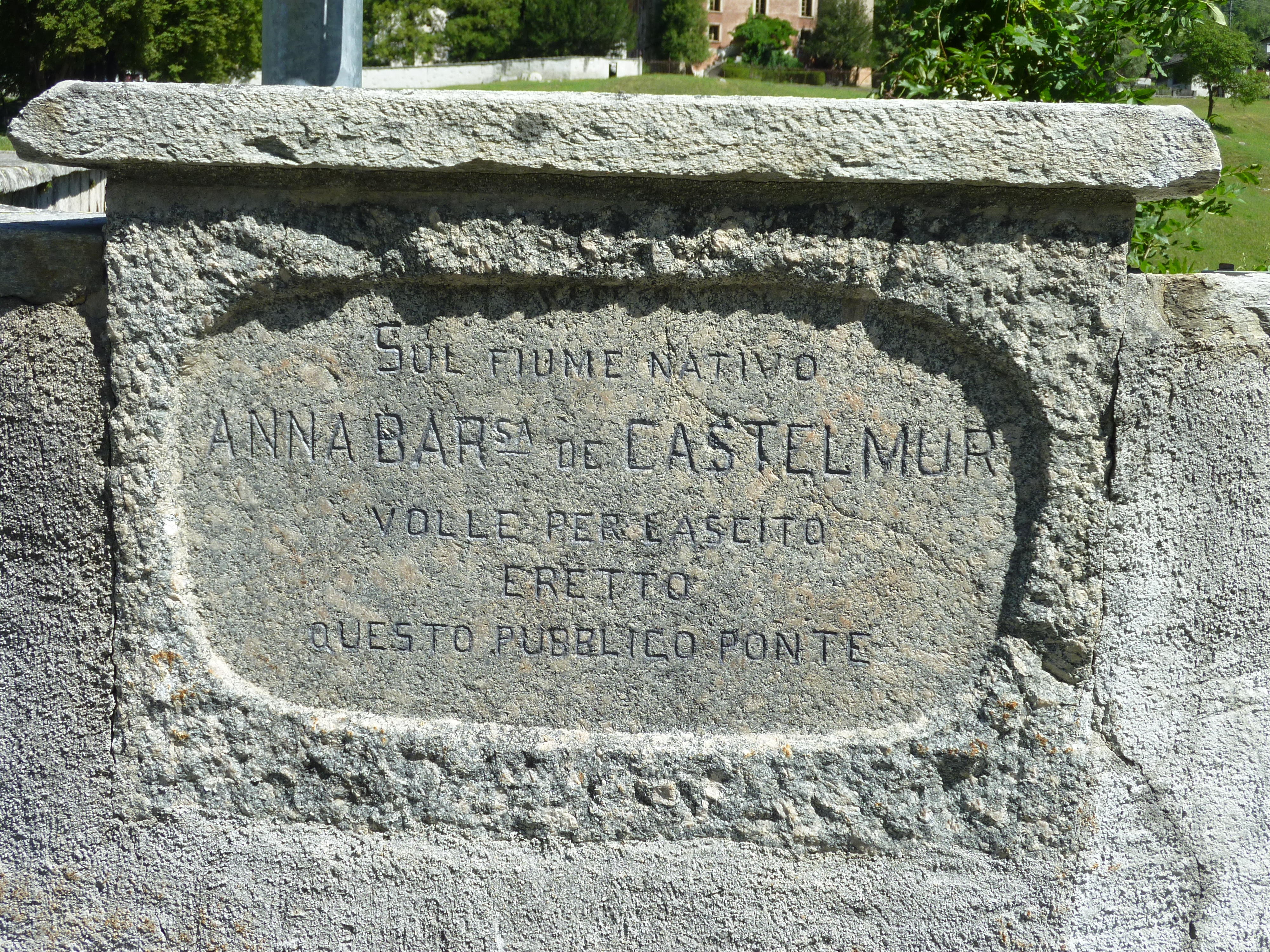
Gedenkstein an der Brücke zum Palazzo
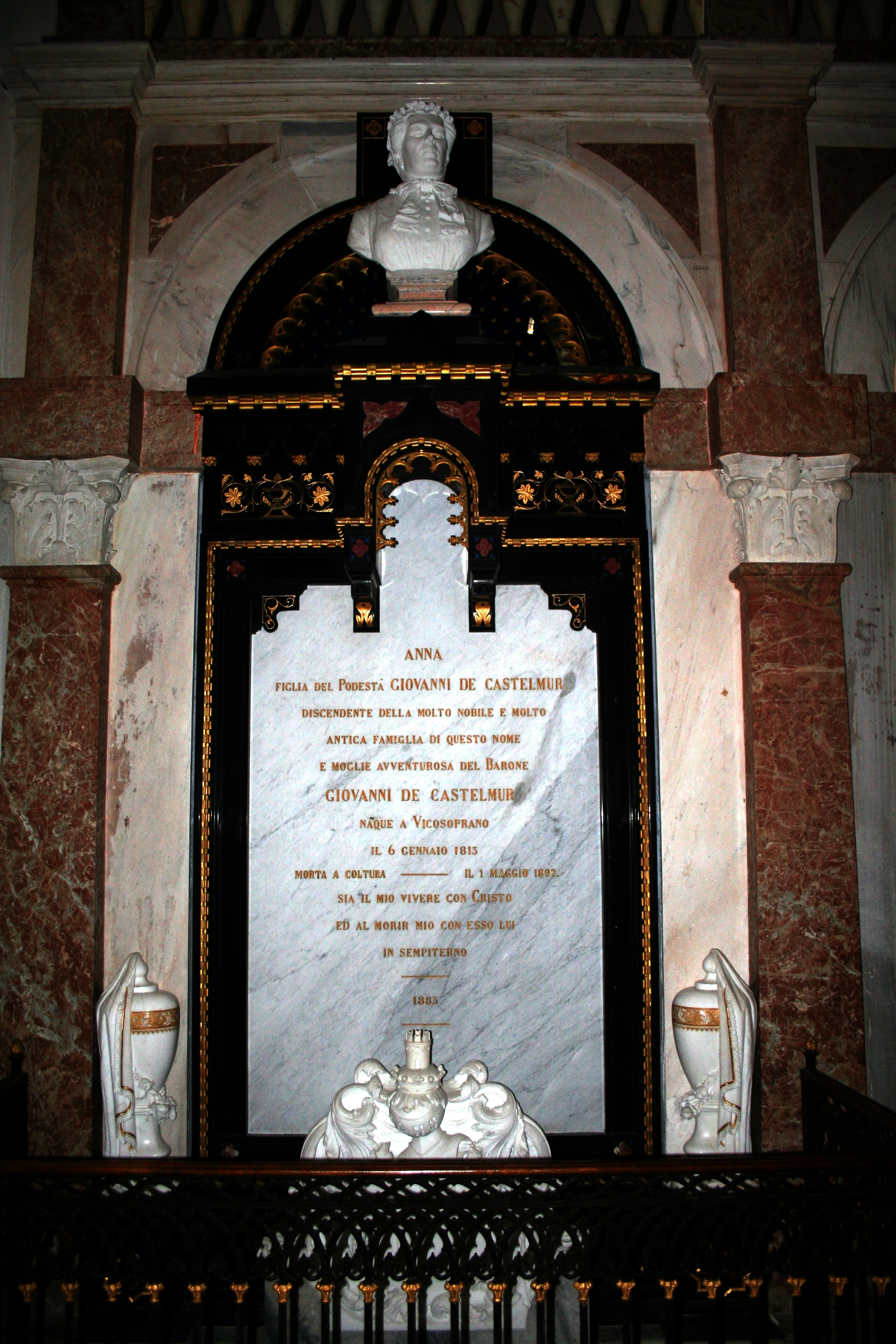
Grabmal Anna de Castelmur
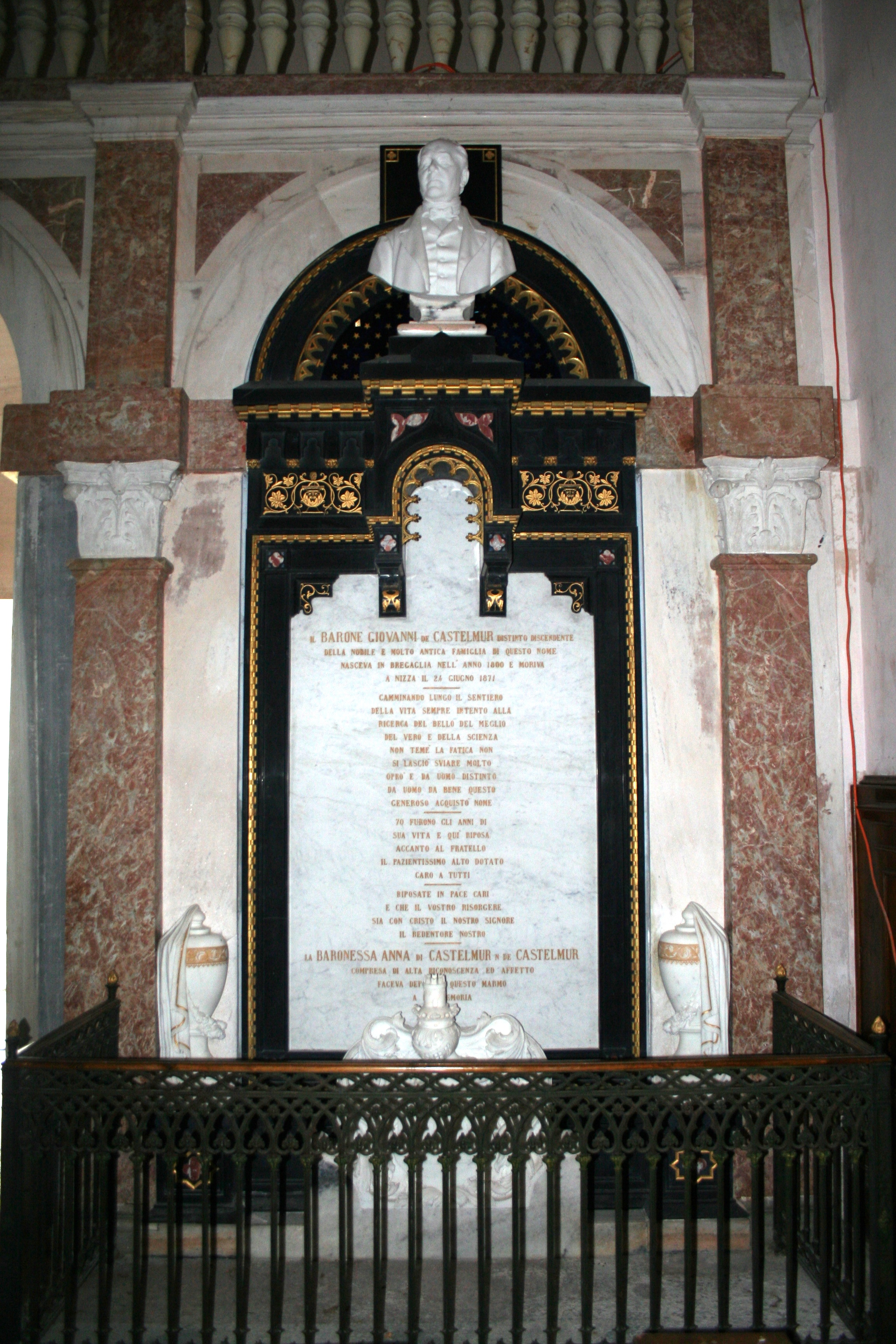
Grabmal Giovanni de Castelmur